# Hodinky s kalkulačkou

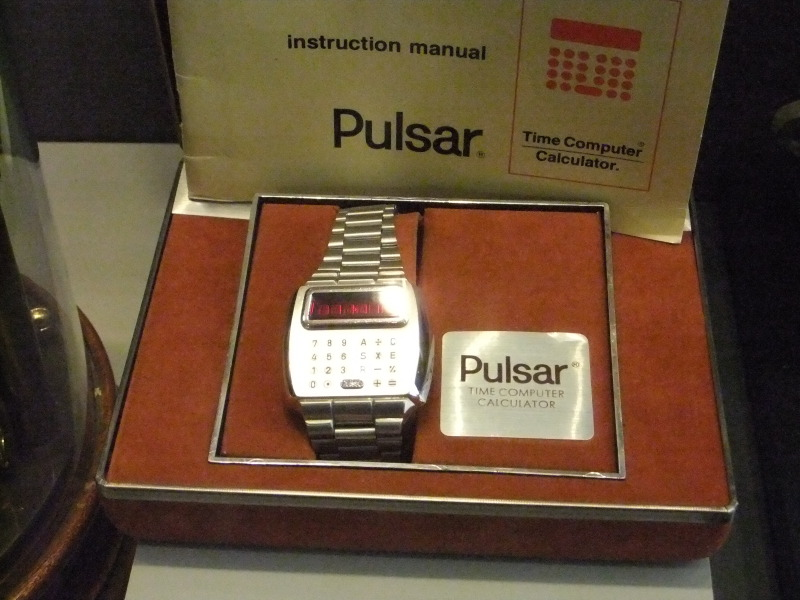
Hodinky s kalkulačkou Pulsar

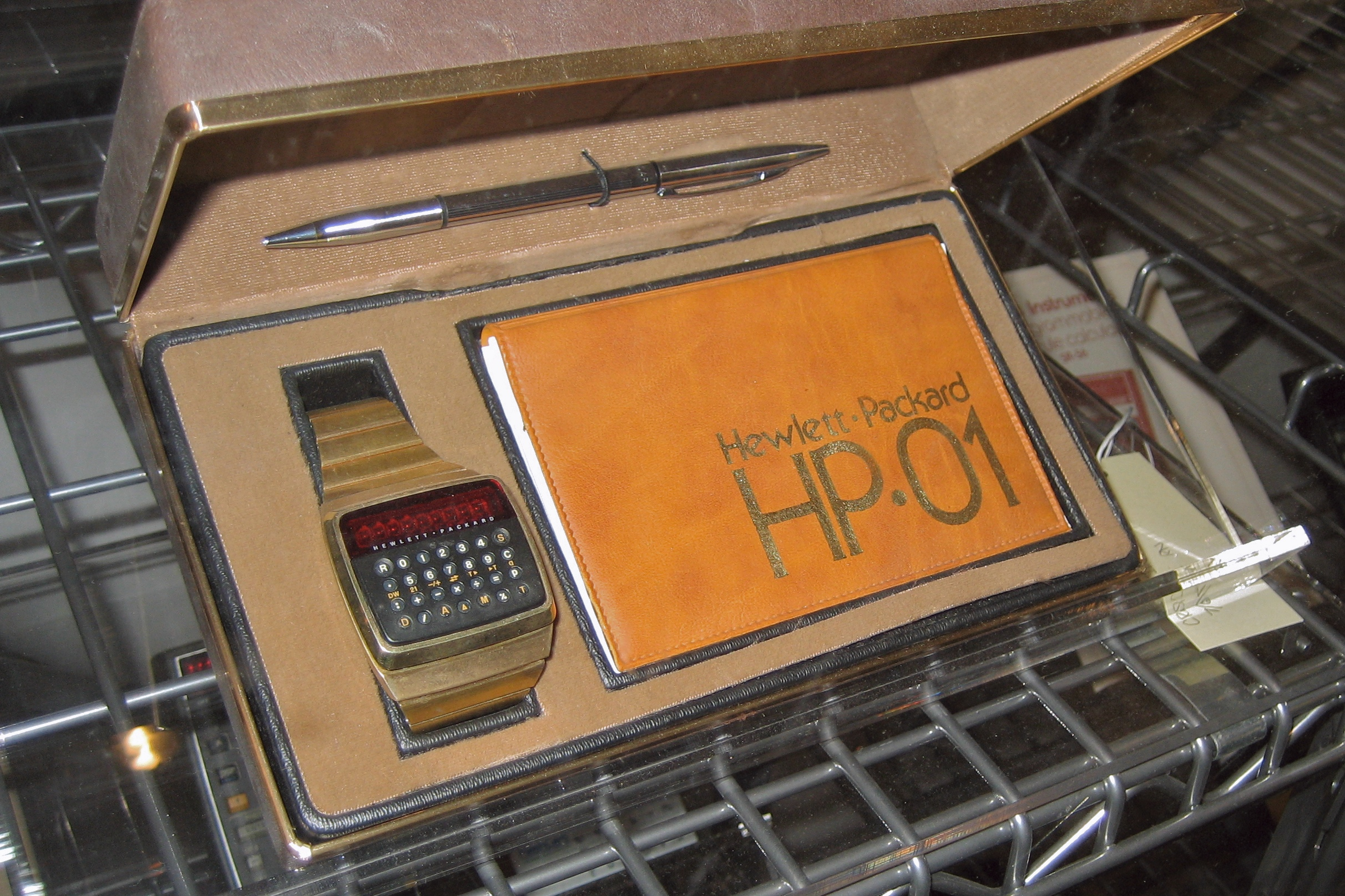
Hodinky s kalkulačkou Hewlett Packard HP-01

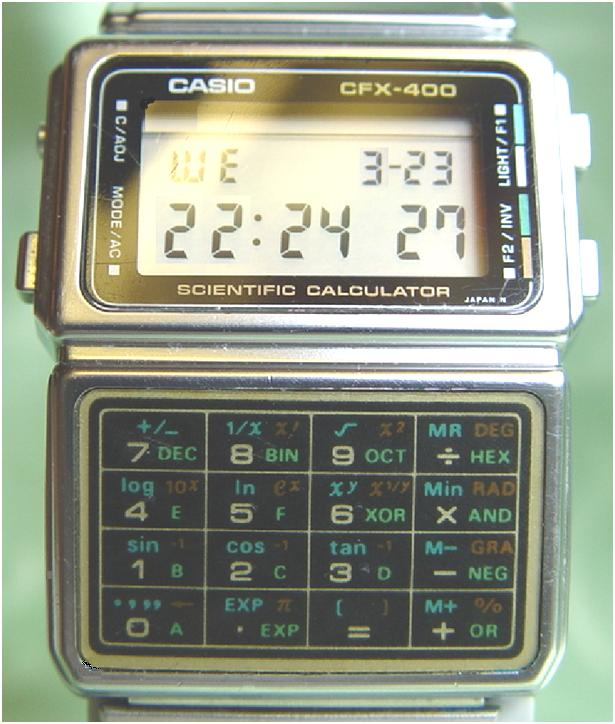
Hodinky Casio CFX-400 s vědeckou kalkulačkou a LCD displejem

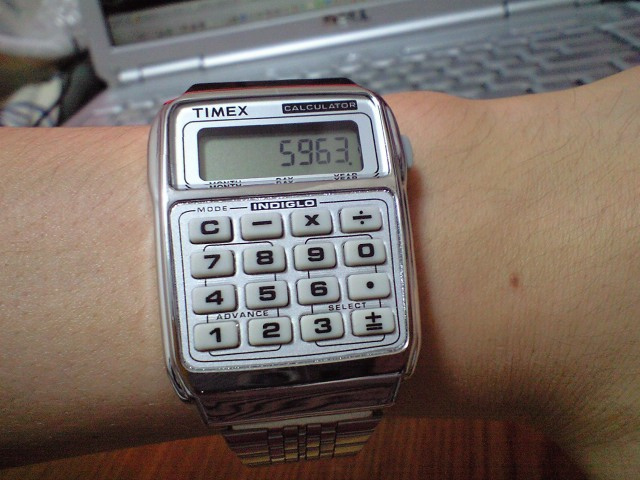
Hodinky s kalkulačkou Timex

Hodinky s kalkulačkou jsou náramkové digitální hodinky se zabudovanou miniaturní kalkulačkou, většinou s tlačítky na přední straně hodinek. Na trhu se objevily v 70. letech 20. století a vrcholu popularity dosáhly v 80. letech. Mezi významné výrobce patřily japonské firmy Casio a Seiko a americká společnost Timex.

## Historie
Značka Pulsar (společnosti Hamilton Watch Company) přišla jako první v roce 1972 s digitálními hodinkami s LED displejem. V roce 1975 je následovaly první hodinky s kalkulačkou Time Computer Calculator od stejné značky. Někdy bývá prvenství připisováno modelu Calcron LED Wrist Calculator z roku 1975.
Firma Hewlett-Packard se rozhodla konkurovat s modelem HP-01 (1977), který disponoval červeným LED displejem. Další firmy jako Casio, Seiko, Citizen, Timex či Texas Instruments nezahálely, neboť poptávka po této technologické novince prudce rostla. Japonské značky a zejména Casio zpopularizovaly koncept hodinek s kalkulačkou.
Většina hodinek s kalkulačkou zvládá pouze základní matematické operace: sčítání, odčítání, násobení a dělení. Mezi další běžné funkce hodinek patří např. osvětlení displeje, budík, zobrazení data a dne v týdnu, stopky, kalendář apod. Nicméně existují i modely s pokročilejšími funkcemi, jako např. vědecká kalkulačka, finanční kalkulačka, dálkové ovládání televizoru, videopřehrávače a další elektroniky, převodník jednotek, databáze kontaktů, světový čas atd. Za svatý grál hodinek s kalkulačkou je považován typ Citizen 9140A se 41 tlačítky uspořádanými v kruhu na okraji ciferníku.
Japonská společnost Casio vyráběla pestrou škálu těchto hodinek. Známé byly modely se zabudovanou databankou umožňující ukládat jména, adresy a telefonní čísla. K jejich popularitě příspívala i propagace celebritami či viditelné nošení herci ve filmech. 
Na počátku 80. let 20. století začala masová produkce hodinek s kalkulačkou, která vrcholila v polovině desetiletí. Poté jejich popularita postupně klesala díky rozmachu levnějších mobilních telefonů a PDA, na nichž si lidé rychle zvykli kontrolovat čas.
Přestože se hodinky s kalkulačkou vyrábí i ve 20. letech 21. století (díky Casiu), jsou především vyhledávaným sběratelským artiklem.